# 布劳霍斯
布劳霍斯，是西班牙马德里自治区的一个市镇。总面积25平方公里，总人口210人（2013年），人口密度8人/平方公里。